# Everett (Massachusetts)
Everett è una città degli Stati Uniti d'America facente parte della contea di Middlesex nello Stato del Massachusetts.